# Frères Mailoni
Les frères Mailoni Mika, Stephano et Fabian, alias Tunda, sont un trio de tueurs en série et de membres de gangs en Zambie. Ils sont soupçonnés d'être derrière un certain nombre de meurtres dans la vallée de Luano, dans la province centrale. En fuite pendant plusieurs années, ils sont finalement abattus par une équipe de commandos de l'armée zambienne en juin 2013,,,. Ils auraient officiellement tué 12 personnes depuis le début de leur série de crimes, le 27 avril 2007, mais certaines sources estiment ce nombre à 21 victimes.